# Treasure Co. Ltd
Treasure Co. Ltd (株式会社トレジャー) es una compañía japonesa desarrolladora de videojuegos, fundada el 19 de junio de 1992 por exempleados de Konami.

## Historia

### Antes de su fundación
Los principales miembros fundadores provenían de varios equipos de desarrollo dentro de Konami Tokyo; los más destacados se encontraban en el equipo de desarrollo encargados de las versiones arcade y de NES de los juegos Bucky O'Hare. El grupo encargado de la versión arcade tenía en sus filas a: Hiroshi Iuchi, artista responsable de los fondos y director de Radiant Silvergun e Ikaruga; Norio Hanzawa, compositor encargado de la música; y Tetsuhiko Kikuchi, diseñador jefe de los personajes. El equipo detrás de la versión de la NES incluía en sus filas a: Masato Maegawa, CEO y fundador; Kaname Shindoh, diseñador de los gráficos; Hideyuki Suganami, programador; y Kouichi Kimura, diseñador gráfico.
Al contrario de lo que se dice en la rumorología popular, ningún empleado importante se encontró envuelto en el desarrollo de Tiny Toon Adventures: Buster Busts Loose o Contra Hard Corps (Probotector de Megadrive / Genesis). Sí lo estuvieron, sin embargo, en Super Probotector (Contra III: The Alien Wars) y Super Castlevania IV de SNES. De hecho, una de las razones que en su momento esgrimieron al separarse de Konami fue que no deseaban hacer una nueva secuela de la saga de vampiros, como quería Konami tras el éxito de la cuarta entrega, sino seguir otros proyectos. Participaron igualmente en el shooter Axelay, también título de lanzamiento de SNES; de hecho, Treasure fueron responsables de la mayoría de títulos realmente rompedores en el lanzamiento de SNES, de ahí que su marcha implicara la pérdida de parte del espíritu con el que inició su andadura. La mención de Castlevania no es para nada un rumor, sino algo documentado en la propia historia de Treasure; la equivocación surge del empleo de apodos en los créditos del juego, una práctica que no estaba en desuso a principios de 1992, ya que se entendía, a diferencia de hoy día, que la compañía y el producto eran lo que realmente importaba. No obstante, tras los nombres de los créditos estaban los chicos de Treasure. Aparte de esto, sin ir más lejos, sólo hay que comparar el sentido de espectacularidad que proporcionaron a la SNES en su salida y ver cómo trasladaron el mismo estilo a títulos de Megadrive como Alien Soldier, Gunstar Heroes o Dynamite Headdy tras hacerse independientes. 
En lo que respecta a Castlevania, fue tras la marcha de Treasure que un nuevo equipo se hizo con la marcha de la saga, creando juegos por debajo del nivel de los anteriores (Bloodlines/New Generation y Vampire's Kiss/Drácula XX) hasta la llegada de Symphony of the Night, que dio una vuelta de tuerca a la saga incorporando la estructura de power ups y búsqueda empleada en sagas típicamente de Nintendo como Metroid. Todo ello se hizo para dar más profundidad al juego y evitar la idea de 'deja vu' que se había estado mostrando en los últimos Castlevania desde SCVIV.
Sin embargo, de uno a tres empleados de Treasure estuvieron envueltos en alguno de los siguientes juegos de Konami:
- Aliens (Arcade)
- Axelay (SNES)
- Bucky O'Hare (Arcade/NES)
- Castlevania: The Adventure (Game Boy)
- Castlevania II: Belmont's Revenge (Game Boy)
- Contra (Game Boy)
- Contra III: The Alien Wars (SNES)
- Rocket Knight Adventures (Sega Mega Drive/Genesis)
- The Simpsons (Arcade)
- Tiny Toon Adventures: Babs' Big Break (Game Boy)

Estos detalles son importantes y confusos porque algunos críticos consideran que la calidad de algunos juegos de Treasure son algo inconsistentes. Por ejemplo, juegos como Silpheed, Stretch Panic y Hajime no Ippo: The Fighting parecen compartir diseños estéticos de juegos de otras compañías mientras que juegos como Super Castlevania IV parecen haber sido realizados por empleados de Treasure mientras estaban en Konami.

### Después de su fundación
Treasure es conocida en el universo de los videojuegos por sus intensos juegos de acción, los cuales contienen un gran trabajo creativo en el modo de juego. Sus diseños estéticos normalmente utilizan los elementos básicos de un género añadiendo nuevas mecánicas y/o controles o bien añadiendo algunos elementos nuevos en el diseño de las fases, dándole toques de otros géneros. También son bastante conocidos por el diseño de los jefes finales, los cuales son el foco del juego. En sistemas antiguos, los jefes finales constaban de enormes sprites (usando una técnica en el cual cada miembro o apéndice era una imagen la cual se rotaba para los movimientos en vez de mover toda la imagen del jefe). Cabe destacar la estricta política de la compañía en prohibir el desarrollo de secuelas de sus juegos, aunque algunos empleados de Treasure han comentado en varias ocasiones que nunca existió dicha política.

## Juegos desarrollados por Treasure[1]
Los juegos marcados con un asterisco (*) no fueron lanzados en Norte América/Europa/Australia.
Juegos publicados por Nintendo
- Mischief Makers (ゆけゆけ！トラブルメーカーズ yuke-yuke! Trouble Makers) (1997, Enix (JP)/Nintendo (US/EU), Nintendo 64)
- Wario World (2003, Nintendo, GameCube)
- Sin and Punishment (罪と罰～地球（ほし）の継承者～) (2000, Nintendo, Nintendo 64*; 2007, Nintendo, consola virtual)
- Sin & Punishment 2: Star Successor (2009, Nintendo, Wii)

Juegos publicados por Sega
- Gunstar Heroes (1993, Sega, Sega Mega Drive/Genesis; 1995, Sega, Sega Game Gear; 2006, Sega, consola virtual; Game Gear port desarrollado by M2)
- McDonald's Treasure Land Adventure (1993, Sega, Sega Mega Drive/Genesis)
- Dynamite Headdy (1994, Sega, Sega Mega Drive/Genesis; 1994, Sega, Sega Game Gear; 1994, Sega, Master System*; 2007, Sega, Consola Virtual; Game Gear port desarrollado por Minato Giken)
- YuYu Hakusho Makyoutoissen (幽☆遊☆白書 魔強統一戦) (1994, Sega, Mega Drive*)
- Alien Soldier (1995, Sega, Sega Mega Drive/Genesis; 2007, Sega, Consola Virtual)
- Light Crusader (1995, Sega, Sega Mega Drive/Genesis; 2007, Sega, Consola Virtual)
- Guardian Heroes (1996, Sega, Sega Saturn; 2011, Xbox Live Arcade)
- Astro Boy: Omega Factor (2003, Sega, Game Boy Advance; desarrollado en colaboración con The Sega Team Hitmaker)
- Gunstar Super Heroes (Gunstar Future Heroes) (2005, Sega, Game Boy Advance)
- Bleach: The Blade of Fate (2006, Sega, Nintendo DS)
- Bleach: Dark Souls (2007, Sega, Nintendo DS)
- Gunstar Heroes Treasure Box (también contiene Dynamite Headdy y Alien Soldier) (23 de febrero de 2006, Sega, PlayStation 2*; desarrollado por M2)
- Bleach: Versus Crusade (2008, Sega, Wii)
- Guardian Heroes (13 de octubre de 2011, Xbox Live Arcade)

Juegos publicados por otras empresas
- Silhouette Mirage (1997, ESP, Sega Saturn*; 1998, ESP (JP)/ Working Designs (US), PlayStation)
- Radiant Silvergun (1998, autopublicado, Arcade*; 1998, ESP, Sega Saturn*)
- Rakugaki Showtime (1999, Enix, PlayStation*)
- Bangai-O (爆裂無敵バンガイオー) (1999, ESP, Nintendo 64*; 1999 (JP)/ 2000 (EU)/ 2001 (US), ESP (JP)/ Swing! Games (EU)/ Conspiracy Entertainment (US), Dreamcast)
- GunBeat (cancelado, editor desconocido, arcade)
- Silpheed: The Lost Planet (2000 (JP)/ 2001 (US/EU), Capcom (JP)/ Swing! Games y Conspiracy Entertainment (EU)/ Working Designs (US), PlayStation 2  desarrollado en colaboración con Game Arts)
- Stretch Panic (ひっぱリンダ hippa linda) (Freak Out) (2001, Conspiracy Entertainment (US)/ Swing! Games (EU)/ Kadokawa Shoten (JP), PlayStation 2)
- Ikaruga (斑鳩) (2001, autopublicado, arcade*; 2002, ESP, Dreamcast*; 2003, Atari, Nintendo GameCube; 2008, Xbox Live Arcade; desarrollado en colaboración con G.rev; 2014, Steam; 2018, Nicalis / Pikii, Nintendo Switch, PS4)
- Tiny Toon Adventures: Buster's Bad Dream (Scary Dreams) (2002, Swing! Games (EU)/ Conspiracy Games (US), Game Boy Advance)
- Hajime no Ippo: The Fighting! (2003, ESP, Game Boy Advance)
- Tiny Toon Adventures: Defenders of the Universe (cancelado, Swing! Games (EU)/ Conspiracy Games(US), PlayStation 2)
- Dragon Drive: D-Masters Shot (2003, Bandai, GameCube*)
- Gradius V (2004, Konami, PlayStation 2; desarrollado en colaboración con G.Rev)
- Advance Guardian Heroes (2004, Ubisoft, Game Boy Advance)
- Bangai-O Spirits (9 de marzo de 2008, ESP, Nintendo DS)
- Bangai-O HD: Missile Fury (4 de mayo de 2011, Xbox Live Arcade)
- Radiant Silvergun (14 de septiembre de 2011, Xbox Live Arcade)